# تراژدی اسپانیایی

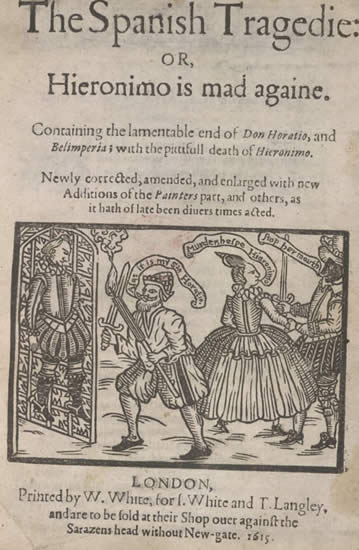
صفحه عنوان سوگنمایش اسپانیایی اثر توماس کید، با نشان دادن هوراسیو (در سمت چپ) که روی صفحهٔ چوبی حکاکی شده به دار آویخته شده‌است و هیرونیمو (در مرکز) او را یافته؛ و بل امپریا به دست لورنزو که چهرهٔ سیاه دارد (در سمت راست) از صحنه به بیرون کشیده می‌شود.

تراژدی اسپانیایی یا هیرونیمو دیوانه شد (نام انگلیسی The Spanish Tragedy) نمایشی نوشتهٔ توماس کید، نمایشنامه‌نویس دورهٔ الیزابت ادبیات انگلستان است که مابین سال‌های ۱۵۸۲ و ۱۵۹۲ نوشته شده‌است. این نمایشنامه که در زمان خود بسیار تأثیرگذار و محبوب بوده‌، ژانری جدید را در تئاتر انگلستان پدید آورد که تراژدی انتقام نام گرفت. داستان این نمایش چندین قتل مهیب را در برمی‌گیرد و یکی از شخصیت‌ها انتقام نام دارد. از سوگ‌نمایش اسپانیایی در آثار سایر نویسندگان عصر الیزابت نام برده شده‌است؛ از جمله آثار بن جانسون و کریستوفر مارلو.
بسیاری از عناصر سوگ‌نمایش اسپانیایی، مانند نمایش در نمایشی که برای به دام انداختن قاتلی ایفا می‌شود یا روحی که درخواست می‌کند انتقامش گرفته شود، در هملت شکسپیر هم ظاهر می‌شوند؛ و به همین دلیل توماس کید را نویسندهٔ نسخهٔ نخستین هملت-که مفقود شده‌است- می‌دانند.

## سنکا
سوگنمایش اسپانیایی بسیار وامدار تراژدی‌های سنکای جوانیی است، آثاری مانند آگاممنون، تیستس، فدرا و اودیپوس. در بخشی از نمایش، هیرونیمو کتاب به دست وارد شده و خطوطی را از آثار سنکا به زبان لاتین می‌خواند. (پردهٔ سوم، صحنه: خانهٔ هیرونیمو)

## تاریخ
بن جانسون، در مقدمهٔ «بازار بارتالامه» می‌نویسد، که بیست و پنج، سی سال از زمان نگارش سوگنمایش اسپانیایی می‌گذرد. بر این مبنا، تاریخ تحریر سوگنمایش اسپانیایی می‌شود حدود سال‌های ۱۵۸۴ تا ۱۵۸۹، اما تاریخ دقیق این اثر مشخص نیست، آنچه مسلم است آن است که سوگنمایش اسپانیایی پیش از سال ۱۵۸۸ نگارش شده‌است زیرا در آن اشاره‌ای به ناو اسپانیایی که به انگلستان حمله می‌کند نمی‌شود.

## اشاره
سوگنمایش اسپانیایی بسیار بر نویسندگان دیگر تأثیرگذار بوده‌است.
بن جانسون در "خوشی‌های سینتیا" از هیرونیمو یاد می‌کند و در " هر مردی و خلطش" خط‌هایی از نمایش را نقل قول می‌کند.
توماس دکر، دیگر نویسنده انگلیسی، اظهار می‌کند بن جانسون، خود، نقش هیرونیمو را در یکی از تولیدات سوگنمایش اسپانیایی ایفا می‌کرده‌است.
تی. اس. الیوت در شعر معروف خود، سرزمین هرز،
از سوگنمایش اسپانیایی نقل قول می‌کند.
ارهان پاموک در رمان خود، برف، به سوگنمایش اسپانیایی اشاره می‌کند.

## شخصیت‌ها
آندره آ: سربازی که به تازگی به قتل رسیده‌است و روحش در جستجوی انتفام از دون بالتازار است.
انتقام: که به دستور پروسرپین، آندره آ را در سفرش همراهی می‌کند.
پادشاه اسپانیا: عموی بل امپریا و لورنزو، برادر دوک کستیل.
دوک کستیل: پدر بل امپریا و لورنزو.
دون لورنزو: پسر دوک کستیل، که به همدستی بالتازار هوراسیو را به قتل می‌رساند.
بل امپریا: دختر دوک کستیل که دلباختهٔ هوراسیو است.
دون هیرونیمو: قاضی دربار اسپانیا
دون هوراسیو: پسر هیرونیمو، سرباز سپاه اسپانیا
ایزابلا: همسر هیرونیمو و مادر هوراسیو
شهیار پرتغال: پدر بالتازار
دون بالتازار: شاهزادهٔ پرتغال که دلباختهٔ بل امپریا است.

## اجرا
۱۵۹۲: مردان لرد استرنج آن را اجرا کردند و از موفق‌ترین نمایش‌های فصل بود.
۱۵۹۷:مردان ادمیرال آن را اجرا کردند و سپس در همان سال مردان پمبروک آن را اجرا کردند.
۱۶۰۱ و ۱۶۰۲: نوشته‌های فیلیپ هنزلاو نشان می‌دهد که نمایشنامه در آن سال‌ها روی صحنه بوده و در کشور آلمان هم تور داشته‌است و آلمانی‌ها و هلندی‌ها هم آن را اجرا کرده بودند.
۱۹۷۳: گروه تئاتر مرکوری
۱۹۷۸: گروه تئاتر سیتیزنز
۱۹۸۲: گروه تئاتر ملی در سالن کاتسلاو
۱۹۸۴: گروه تئاتر ملی در سالن لیلتون
۱۹۷۷: کمپانی رویال شکسپیر در سالن سوآن
۲۰۱۰: گروه تئاتر گرملین
۲۰۱۰: گروه تئاتر Planet Theatre Productions
۲۰۱۳: کمپانی مارین شکسپیر، ایالات متحده آمریکا
۲۰۱۳: گروه بلو الفنت، لندن
۲۰۱۵: گروه تئاتر آرکولا، لندن
۲۰۱۶: گروه تئاتر شیر قرمز پیر، لندن، یک بازخوانی مدرن، که در آن هیرونیمو یک زن است.